# 歯の博物館 (愛知県)
歯の博物館（はのはくぶつかん）は愛知県名古屋市中区丸の内にある、愛知県歯科医師会が運営する博物館である。

## 概要
1989年（平成元年）11月に開館し、2012年（平成24年）10月に「歯の博物館～歯と口の健康ミュージアム～」として、愛知県歯科医師会館1階、あいち口腔保健センター内に新装開館した。
歯科医療の歴史や歯・口腔機能の展示、解説を行っている。

## 展示内容
館内には歯と口の健康に関する情報が展示されている。昔の歯科診療室で使われていた器具なども展示されている。「体験コーナー」には、歯科口腔に関する知識をチェックできるゲームが設置されている。

## 開館時間・入場料
- 開館時間：10:00 - 12:00、13:00 - 16:00
- 開館日：木・土・日・祝
  - ただし、お盆（8月13日～15日）、年末年始（12月29日～1月5日）は休館。
- 入場無料

## アクセス
- 名古屋市営地下鉄名城線・桜通線 久屋大通駅下車、セントラルパーク2A出口より徒歩で約5分。
- 名古屋駅バスターミナル、栄より基幹バス・基幹2号系統、または名鉄バスセンターより名鉄バス（基幹バス本地ヶ原線）（市役所・引山・四軒家方面）で「大津通」停留所下車、徒歩で約5分。